# Lawyers in Love
Lawyers in Love è un album di Jackson Browne, pubblicato dalla Asylum Records nell'agosto del 1983. 

## Tracce
Brani composti da Jackson Browne, eccetto dove indicato
Lato A
1. Lawyers in Love – 4:18
2. On the Day – 3:56
3. Cut It Away – 4:45
4. Downtown – 4:37

Lato B
1. Tender Is the Night – 4:50 (Russell Kunkel, Danny Kortchmar, Jackson Browne)
2. Knock on Any Door – 3:39 (Danny Kortchmar, Craig Doerge, Jackson Browne)
3. Say It Isn't True – 5:20
4. For a Rocker – 4:05

## Musicisti
- Jackson Browne - chitarra, voce
- Rick Vito - chitarra solista, voce
- Craig Doerge - pianoforte, sintetizzatore
- Doug Haywood - organo, voce
- Doug Haywood - basso (brano: Say It Isn't True)
- Bob Glaub - basso
- Bob Glaub - chitarra (brano: Lawyers in Love)
- Bob Glaub - organo (brano: Say It Isn't True)
- Bill Payne - organo (brano: On the Day)
- Russell Kunkel - batteria[1]